# Harald Haakonsson
Harald Ier Haakonsson Slettmali  (i.e:Le Beau Parleur ) (mort à Noël 1131) fut comte des Orcades entre 1126 et décembre 1131.

## Biographie
Harald Haakonsson ou  Haraldr inn Sléttmáli c'est-à-dire le « Beau Parleur » est le fils cadet du Jarl Haakon Paulsson.  Demi frère du Jarl Paul Haakonsson, il reçoit comme part d'héritage le Sutherland et le Caithness. C'est la qu'il rencontre et devient ami avec 
Sigurd Magnusson futur prétendant au trône de Norvège avec qui il complote contre son frère.
Bien qu'une paix soit établie entre eux, Harald, sa mère Helga et la sœur de cette dernière Frakokk Moddandottir reprennent leurs intrigues contre le Jarl Paul II. A Noël 1131 lors d'un séjour à Orphir les deux sœurs préparent, selon la Saga des Orcadiens, comme cadeau une riche chemise brodée d'or mais empoisonnée et destinée à Paul II.Harald jaloux de son frère exige de la revêtir et en meurt.
Harald Ier Haakonsson Slettmali laisse un fils :
- Erlend Haraldsson Jarl des Orcades en 1154 sous le nom d'Erlend III

## Sources
- (en) Mike Ashley The Mammoth Book of Bristish Kings & Queens Robinson London (ISBN 1841190969) « Harald I Slettmali » p. 453.
- Jean Renaud Les Vikings et les Celtes, Éditions Ouest-France Université, Rennes, 1992  (ISBN 2-7373-0901-8)
- (en) Barbara E. Crawford « Harald Smooth-Tongue [Haraldr inn Sléttmáli] (d. 1131) and Paul the Silent [Páll inn Ómálgi] (d. c.1137),  » Oxford Dictionary of National Biography, Oxford University Press, 2004